# NPTX2
NPTX2‏ (Neuronal pentraxin 2) هوَ بروتين يُشَفر بواسطة جين NPTX2 في الإنسان.

## الوظيفة
يُشفِّر هذا الجين عضوًا من عائلة البنتراكسينات العصبية، وهي بروتينات مشبكية مرتبطة بالبروتين المتفاعل -سي. يشارك هذا البروتين في تكوين المشابك العصبية المُثيرة. كما يلعب دورًا في تجميع مستقبلات الغلوتامات من نوع حمض ألفا-أمينو-3-هيدروكسي-5-ميثيل-4-إيزوكسازول بروبيونيك (AMPA) في المشابك العصبية المُستقرة، مما يؤدي إلى موت الخلايا العصبية الدوبامينية دون موتها الخلوي.

## الأهمية السريرية
يشير التنظيم الصاعد لهذا الجين في أنسجة مرض باركنسون (PD) إلى أن البروتين قد يكون متورطًا في علم الأمراض الخاص بمرض باركنسون.